# Kamalesh Sharma
Kamalesh Sharma (Benares, 30 settembre 1941) è un diplomatico indiano, dal 2008 al 2016 segretario generale del Commonwealth delle nazioni dopo essere stato Alto commissario dell’India a Londra.